# Schneeberg wehrt sich
Schneeberg wehrt sich war eine politisch rechtsorientierte Bürgerinitiative in Schneeberg (Erzgebirge), die Einwohner gegen ein Asylbewerberheim in Stadtnähe mobilisierte.

## Hintergrund
Im Rahmen der bundesweiten Debatte über die Unterbringung von Asylbewerbern im Jahr 2013 gründeten sich in den sozialen Netzwerken zahlreiche lokale Bürgerinitiativen, zu denen auch der Facebook-Auftritt von Schneeberg wehrt sich gehört.
Im Herbst 2013 wurden mehrere hundert Asylbewerber kurzfristig in der Jägerkaserne im Stadtteil Wolfgangmaßen untergebracht. Zunächst lebten rund 500 Menschen, Anfang November 2013 noch 230 in der Unterkunft. Rechte Aktivisten und die Nationaldemokratische Partei Deutschlands (NPD) auf Orts- und Landesebene versuchten die Situation zu nutzen, um Angst vor Kriminalität in der Bevölkerung zu schüren. Die Polizei hat die Behauptung einer gestiegenen Kriminalitätsrate auf einem Bürgerforum im Oktober 2013 zurückgewiesen. 
Politiker von Die Linke und Bündnis 90/Die Grünen wiesen darauf hin, dass in der Bürgerinitiative viele NPD-Kader aktiv sind. Sprecher der Bürgerinitiative ist Stefan Hartung, Vertreter der NPD im Gemeinderat Bad Schlema.

## Aktivitäten
Am 1. November 2013 hatten rund 1.800 Menschen mit einem Fackelzug „Schneeberger Lichtellauf“ gegen die geplanten neuen Asylunterkünfte in der ehemaligen Kaserne demonstriert, zu dem der NPD-Funktionär Stefan Hartung aufgerufen hatte. Bei der Versammlung trat auch der NPD-Landtagsabgeordnete Mario Löffler auf. Einige Demonstranten wehrten sich im MDR gegen den Vorwurf, mit ihrer Anwesenheit die NPD zu unterstützen. Rund 200 Meter entfernt fand eine Gegenkundgebung von den Parteien Die Grünen, Die Linke und Antifa-Gruppen unter dem Motto „Refugees Welcome – Gegen den rassistischen Mob in Schneeberg und Überall“ statt. Es waren rund 500 Schneeberger anwesend. Zur Unterstützung der Befürworter hatten die Glocken aller Schneeberger Kirchen geläutet. Der Landesvorsitzende von Bündnis 90/Die Grünen, Volkmar Zschocke, warf der NPD vor, auf dem Rücken Hilfesuchender Fremdenhass zu schüren.
Insgesamt gab es vier Veranstaltungen dieser Art. An der letzten nahmen im Januar 2014 etwa 250 Demonstranten teil.
Im November 2014 rief die Initiative unter dem neuen Namen Freigeist erneut zum Protest auf. „Für den Erhalt von Heimat und Tradition“ gingen nach Polizeiangaben rund 600 Menschen auf die Straße.